# Gumaga orientalis
Gumaga orientalis är en nattsländeart som först beskrevs av Martynov 1935.  Gumaga orientalis ingår i släktet Gumaga och familjen krumrörsnattsländor. Inga underarter finns listade i Catalogue of Life.